# 헌츠 홀

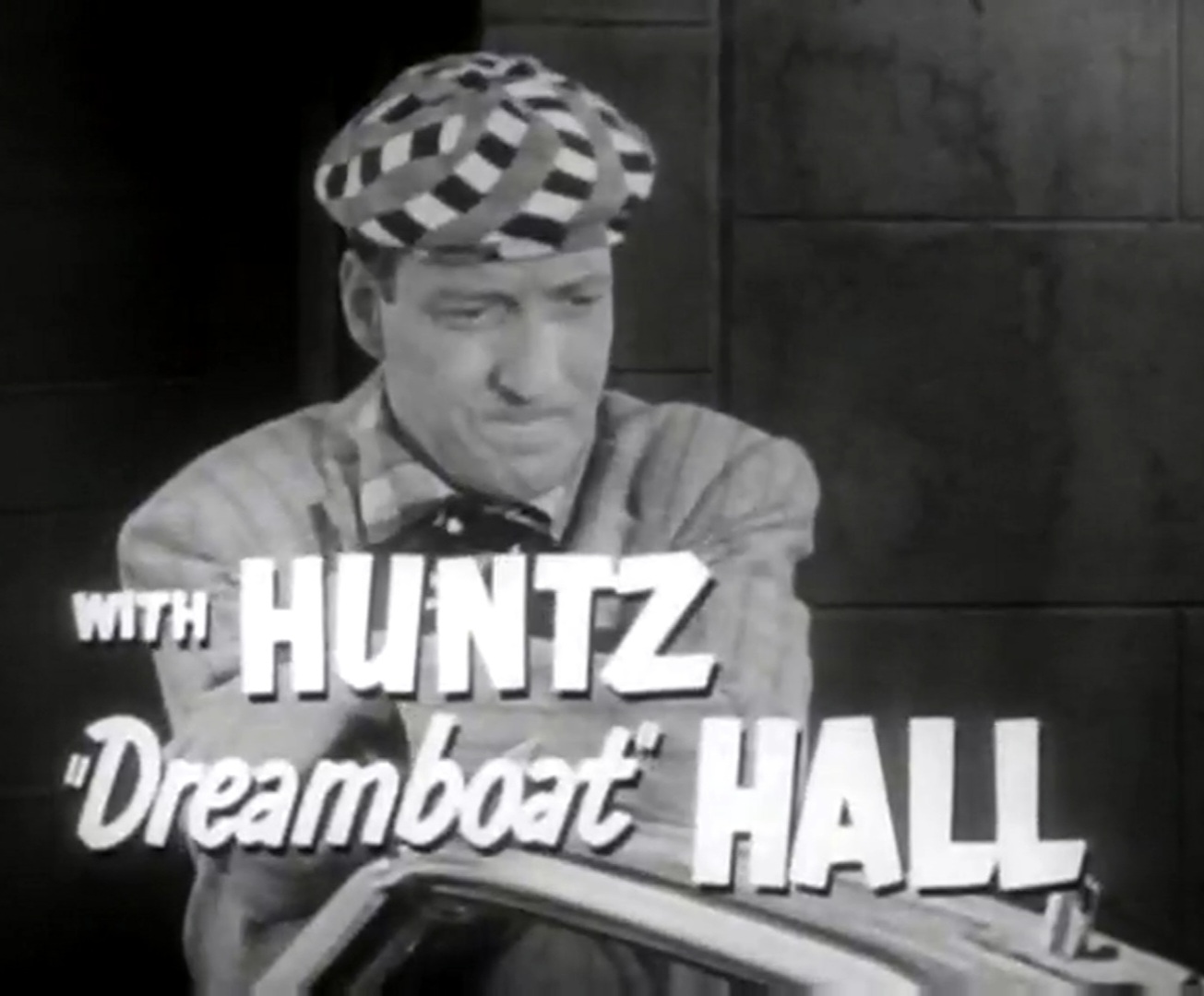

헌츠 홀(Huntz Hall, 1920년 8월 15일 ~ 1999년 1월 30일)은 미국의 연극 배우, 영화배우이다.
뉴욕에서 태어났으며 노스할리우드에서 사망하였다. 사인은 심부전이다.

## 영화
- 앤티 리스 미트 파이 (1992년)
- 사이클론 (1987년)
- 이스케이프 아티스트 (1982년)
- 발렌티노 (1977년)
- 허비 - 돌아오다 (1974년)
- 디즈니랜드 (1954년)
- 워크 인 더 선 (1945년) - Pvt. 캐러웨이 역
- 프라이벗 벅카루 (1942년)
- 더럽혀진 얼굴의 천사 (1938년)
- 출입 금지 (1937년) - 디피 역